# Gheorghe Pahonțu
Gheorghe Pahonțu (n. 17 iulie 1933, Ploiești, România – d. 19 octombrie 1991, Ploiești, România) a fost un fotbalist, fundaș dreapta și antrenor, maestru emerit al sportului. A activat la clubul sportiv Petrolul Ploiești în perioada 1951-1969.

## Biografie sportivă
Prezent în peste 900 de meciuri sub însemnele fotbalului romanesc a avut 298 meciuri în divizia A, 4 meciuri ca internațional Selecționata « A»,8 la Selecționata «B » și de 15 ori la naționala de tineret. A fost câștigător alături de echipă a campionatelor 1958, 1959,1966 și a Cupei României din 1963. Maestru emerit al sportului din 1966. După retragere activează ca antrenor la F. C. Petrolul - juniori, Victoria Roman, Caraimanul Bușteni, etc.În echipa națională debutează la 12 iunie 1955 cu prilejul meciului disputat la Oslo în compania primei reprezentative a Norvegiei. Acest meci a fost câștigat de România cu 1-0. Participă ca fotbalist al echipei Petrolul în edițiile 1962-1963, 1964-1965, 1967-1968 ale cupei UEFA pe atunci aceasta numindu-se Cupa Orașelor Târguri. A jucat fotbal în partide oficiale pe stadioanele a 35 de țări din Europa, Africa, Asia. În ziarul «Fotbal» din 7 septembrie 1966 în articolul „Vă prezentăm antrenorii și fotbaliștii emeriți” antrenorul său Ilie Oană îl caracterizează astfel: «Cu Pahonțu e o plăcere să lucrezi: atent la fiecare îndrumare primită din partea antrenorului, fie că e vorba de pregătire sau joc, afectuos cu colegii, acroșer din cei mai buni, posesor al unei viteze remarcabile și al unui șut care de multe ori a dat de furcă portarilor, impetuos, exploziv, gata de a repara cu un efort suplimentar fiecare greșeală a coechipierilor, iată atributele care i-au creat lui Pahonțu renumele unui fundaș redutabil și mi-l readuc în minte ca pe unul dintre cei mai buni jucători din câți am pregătit în cariera mea de antrenor» .

## Palmares

### Jucător

#### Club
Petrolul Ploiești
- Divizia A: 1957–58, 1958–59, 1965–66[5]
- Divizia B: 1953[5]
- Cupa României: 1962–63